# Саловка (Днепропетровская область)
Саловка (укр. Салівка) — село,
Цибульковский сельский совет,
Царичанский район,
Днепропетровская область,
Украина.
Код КОАТУУ — 1225685008. Население по переписи 2001 года составляло 202 человека .

## Географическое положение
Село Саловка находится в 1,5 км от правого берега реки Орель,
на расстоянии в 0,5 км расположены сёла Егорино и Цибульковка.
Вокруг села много заболоченных озёр — остатки древнего русла.